# Наступление на Эр-Ракку
Наступление на Эр-Ракку (кодовое название «Гнев Евфрата» (англ. Wrath of Euphrates)) — операция проамериканской коалиции вооружённой оппозиции Сирийские демократические силы, при поддержке США, Франции и Великобритании, против сил ИГ. Основной целью операции являлось окружение и захват «столицы» ИГ — города Эр-Ракка.

## Начало операции

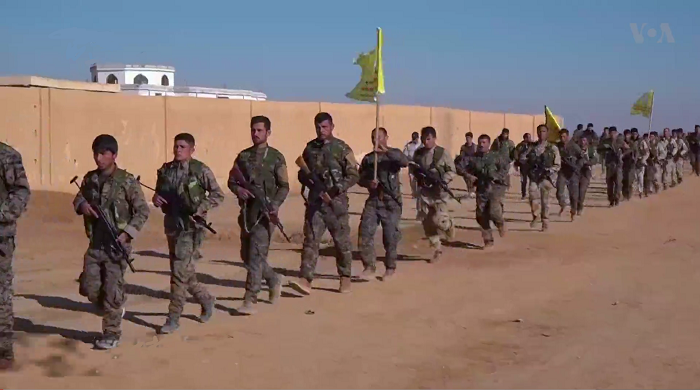
Курдская пехота на марше в сторону Эр-Ракки

В ноябре 2016 года курдские силы при поддержке авиации США активизировались в районах к северу от фактической столицы ИГ, города Эр-Ракка.
Боевая операция была разбита на три фазы: ноябрь 2016 года — бойцы курдских сил заняли несколько населённых пунктов к северу от города; декабрь 2016 года — курдские формирования вышли к берегам Евфрата к западу от Эр-Ракки и форсировали водную преграду; конец января 2017 года — восточнее столицы ИГ начинается новое наступление на сельские районы провинции с целью отрезать террористов от баз снабжения продовольствием.

## Новая администрация

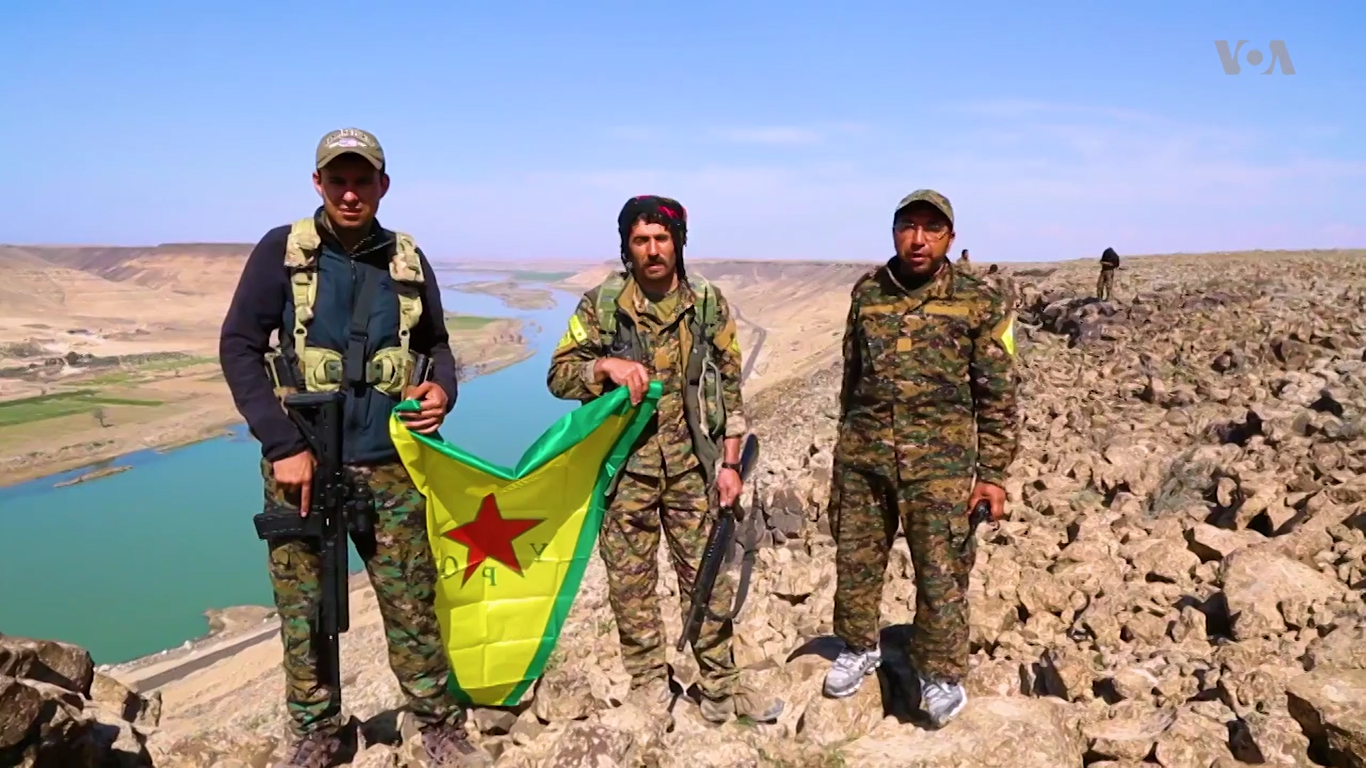
Силы СДС форсируют Евфрат

14 ноября 2016 года сопредседатель Сирийского демократического совета (политического крыла СДС) Ильхам Эхмед заявила, что «новая администрация станет символом демократических изменений в Эр-Ракке, что непременно явится образцом для всей освобождённой Сирии».
18 апреля 2017 года лидеры племён, населяющих провинцию (кроме арабов, это курды и туркмены) выбрали представителей 14 комитетов для управления городом после его освобождения от ИГ. Гражданская администрация во главе с Лейлой Мохаммед и Махмудом Шавахом приступила к работе с беженцами уже 20 апреля.

## Бои в городе

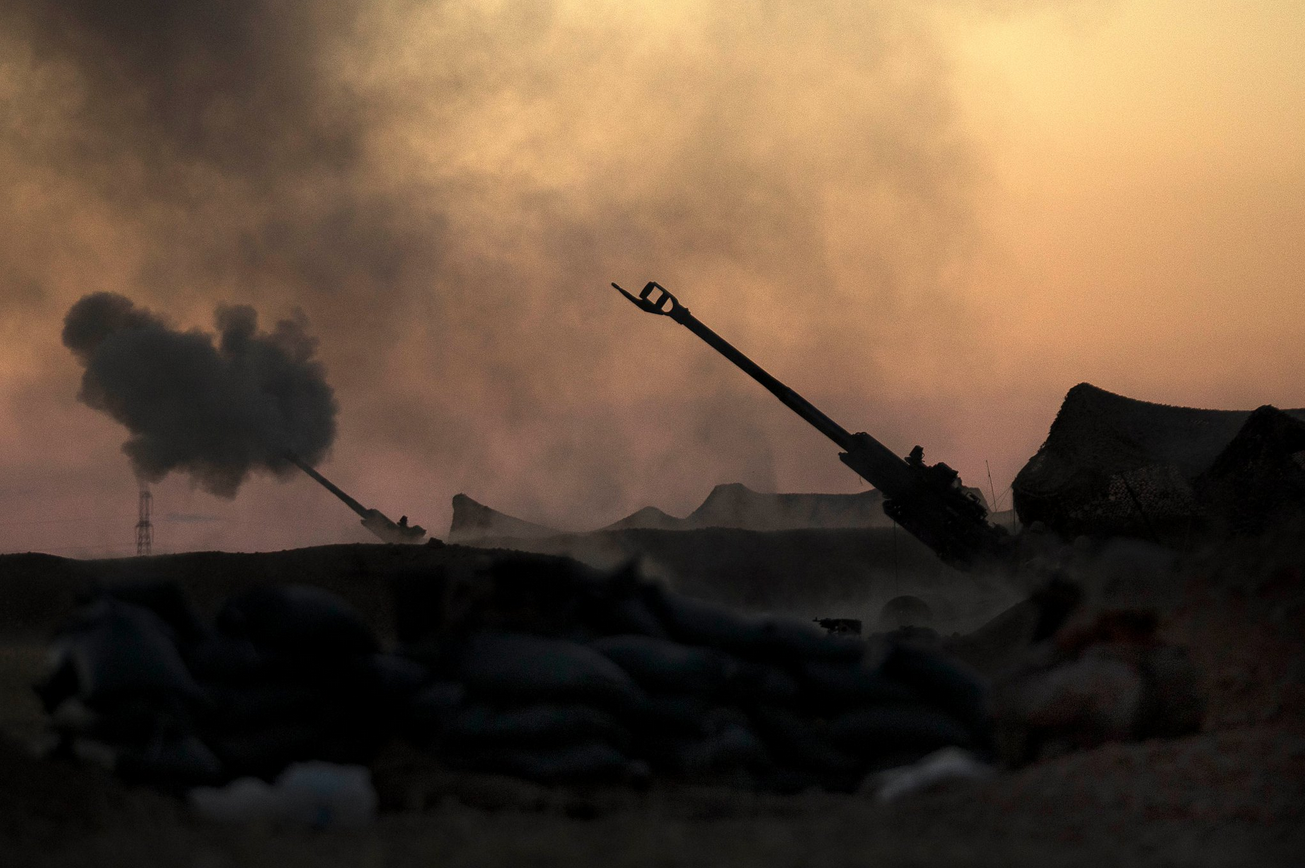
Артиллерия корпуса морской пехоты США ведёт огонь по Эр-Ракке (июнь 2017 года)

Новая стадия операции «Гнев Евфрата» началась 9 мая 2017 года в 18:00. Курдские отряды продвинулись на семь километров к городу, освободив деревни Эль-Целай и Мейселум с окрестностями. По плану командования атакующие будут приближаться к Эр-Ракке со всех сторон одновременно.
27 мая 2017 года в 8 км к югу от Эр-Ракки между населёнными пунктами Эр-Ратла и Эль-Касара в результате авианалёта ВВС США погибло 20 мирных жителей, передвигавшихся на автомобилях.
Рано утром 29 мая авиация и артиллерия начали наносить удары по позициям боевиков уже в самом городе.
6 июня 2017 года западная коалиция и Сирийские демократические силы приступили к штурму укреплений ИГ в Эр-Ракке. Курдские подразделения заняли квартал Мехлеб на востоке города. Американские военные сосредоточили для штурма города сотни бойцов, привлекли к операции гаубицы M777 и ударные вертолёты Апач.
К 25 июня курдские отряды полностью окружили город, заняв весь южный берег реки Евфрат.
1 сентября Курды и их союзники объявили о занятии старого города Эр-Ракки.
8 октября Коалиция США объявила о начале финального штурма ИГ в Эр-Ракке.
15 октября Сирийские демократические силы начали решающий штурм Эр-Ракки.
17 октября Эр-Ракка полностью освобождена от террористов ИГ.

## Попытки прорыва из окружения
Боевики Исламского государства предприняли две попытки прорыва из сирийского города Эр-Ракка в направлении Пальмиры. Первую колонну террористов, двигавшуюся к Пальмире авиация ВКС России уничтожила 25 мая. Боевики потеряли 32 пикапа с установленными на них крупнокалиберными пулемётами и более 120 бойцов.
В ночь с 29 на 30 мая игиловцы предприняли ещё одну попытку выхода в район Пальмиры. Три автоколонны с боевиками под прикрытием темноты покинули Эр-Ракку в южном направлении по нескольким маршрутам. Самолёты ВКС вновь не позволили террористам достичь своих целей. Потери ИГ на этот раз составили более 80 человек, 36 автомобилей, 8 топливозаправщиков и 17 пикапов с установленными на них миномётами и крупнокалиберным стрелковым вооружением.